# The Unborn (film 2003)
The Unborn è un film del 2003 diretto da Bhandit Thongdee.

## Trama
Por, una ragazza con problemi di droga, viene picchiata dal suo spacciatore e si risveglia in un ospedale, dove scopre di essere incinta. All'ospedale scopre di essere infestata da uno spirito femminile. Inizialmente Por è spaventata da questo spirito ma col tempo capisce che il fantasma vuole solo il suo aiuto. Insieme a un amico, cerca così di risolvere il mistero della morte di questa donna.

## Distribuzione
Il film è stato distribuito in Francia il 14 maggio 2003, mentre in Norvegia il film è uscito in DVD l'11 agosto 2004 e nelle Filippine l'8 settembre dello stesso anno.